# Mauro Cantoro
Roberto Mauro Cantoro (Ramos Mejía, Provincia de Buenos Aires, 1 de septiembre de 1976) es un exfutbolista argentino. Se desempeñaba como delantero centro. También cuenta con pasaporte comunitario y con la nacionalidad polaca.

## Trayectoria
Cantoro empezó su carrera en Vélez Sársfield de la Primera División de Argentina en 1993. Luego de 3 años de pocas apariciones en el primer equipo, para la temporada 1996/1997, fichó por el Atlético Rafaela de la Segunda División de Argentina.
Entre 1998 y 1999 Cantoro tuvo su despegue jugando por Universitario de Perú, en el debut por el torneo Apertura 1998 anota dos goles en la victoria 3-0 frente al Melgar. Después tuvo un paso breve en el Club Blooming de Bolivia y el Ascoli de Italia. En 2001, llegó al club Wisła Kraków de Polonia en donde militó 8 años hasta el 2009 cuando fichó por el Odra Wodzisław de Polonia donde estuvo por una temporada. En el año 2010 regresa a Argentina donde jugó en Juventud Antoniana hasta 2011 y luego en Deportivo Morón hasta 2013, cuando ficha por el club peruano Pacífico FC. Pese a que el equipo empezó invicto, no se pudo salvar del descenso. En 2014 firma por Atlético Minero de la Segunda División del Perú.
En el 2015, tras jugar en la Súper Liga Fútbol 7 peruana, Cantoro ficha por el León de Huánuco de la Primera División del Perú, en donde descendió ese mismo año. Luego de haber sido separado de León de Huánuco por bajo rendimiento, decidió ponerle fin a su trayectoria como futbolista el 23 de octubre del mismo año.

## Clubes
| Club                        | País      | Año         |
| --------------------------- | --------- | ----------- |
| Vélez Sársfield             | Argentina | 1993 - 1996 |
| Atlético Rafaela            | Argentina | 1996 - 1997 |
| Universitario               | Perú      | 1998 - 1999 |
| Blooming                    | Bolivia   | 2000        |
| Atlético Rafaela            | Argentina | 2000        |
| Ascoli                      | Italia    | 2000        |
| Wisła Cracovia              | Polonia   | 2001 - 2009 |
| Odra Wodzisław Śląski       | Polonia   | 2010        |
| Juventud Antoniana de Salta | Argentina | 2010        |
| Deportivo Morón             | Argentina | 2011-2012   |
| Pacífico FC                 | Perú      | 2013        |
| Unión Comercio              | Perú      | 2014        |
| Atlético Minero             | Perú      | 2014        |
| León de Huánuco             | Perú      | 2015        |

## Selección nacional
Ha sido internacional con la Selección de fútbol de Argentina, jugando la Copa Mundial de Fútbol Sub-17 de 1993.

## Palmarés

### Campeonatos nacionales
| Título                        | Club            | País      | Año     |
| ----------------------------- | --------------- | --------- | ------- |
| Primera División de Argentina | Vélez Sársfield | Argentina | 1995/96 |
| Primera División del Perú     | Universitario   | Perú      | 1998    |
| Primera División del Perú     | Universitario   | Perú      | 1999    |
| Ekstraklasa                   | Wisła Kraków    | Polonia   | 2003    |
| Ekstraklasa                   | Wisła Kraków    | Polonia   | 2004    |
| Ekstraklasa                   | Wisła Kraków    | Polonia   | 2005    |
| Copa de Polonia               | Wisła Kraków    | Polonia   | 2002    |
| Copa de Polonia               | Wisła Kraków    | Polonia   | 2003    |

### Copas internacionales
| Título            | Club            | País      | Año  |
| ----------------- | --------------- | --------- | ---- |
| Copa Libertadores | Vélez Sársfield | Argentina | 1994 |